# Thomas Frühmann
Thomas Frühmann, född den 23 januari 1953 i Wien i Österrike, är en österrikisk ryttare.
Han tog OS-silver i lagtävlingen i hoppning i samband med de olympiska ridsporttävlingarna 1992 i Barcelona.